# Indésirables
Pour plus de détails, voir Fiche technique et Distribution.
Indésirables est un film français réalisé par Philippe Barassat et sorti en 2013.

## Synopsis
Aldo, jeune infirmier sans soucis est en couple d'amoureux avec Lucie, jeune étudiante. Aldo perd son emploi. Pour continuer à payer les études de Lucie, il devient accompagnant sexuel rémunéré pour personnes handicapées, poussé par deux amis non-voyants de Lucie, qui lui trouvent de bonnes raisons morales de le faire. Les rencontres se suivent et ne se ressemblent pas, de la douce et sentimentale Stéphana, au cynique Emmerich, en passant par l’étrange couple d’amis : Andréas et sa sœur mutique. Sa nouvelle activité qu’il cache à Lucie, l’entraîne dans des expériences insolites et dérangeantes, dont il sortira profondément transformé.

## Fiche technique
- Réalisation : Philippe Barassat
- Scénario : Philippe Barassat, Frédéric Le Coq
- Photographie : Lazare Pedron
- Musique : Laurent Borel Narcys, Élisa Point
- Montage : Thibaut Coqueret
- Durée : 94 minutes
- Dates de sortie : 
  - France : 14 septembre 2014  (L'Étrange Festival)
  - France : 18 mars 2015

## Distribution
- Jérémie Elkaïm : Aldo
- Béatrice de Staël : Vanessa
- Bastien Bouillon : Sergueï
- Valentine Catzéflis : Lucie
- Magalie Le Naour-Saby : Stéphana
- Rémi Lange